# فرابر مریمک
فرابر مریمک (به انگلیسی: Merrimac Ferry) یک کشتی است.